# Gesundheitsmagazin
Das Gesundheitsmagazin ist eine Magazinsendung der Rai Südtirol. Das Magazin behandelt Themen aus den Bereichen Gesundheit, Medizin und Forschung.

## Ausstrahlung
Das Gesundheitsmagazin wird jeden zweiten Mittwoch des Monats um 20:20 Uhr auf dem DTV-Kanal 103 in Südtirol ausgestrahlt und samstags um 18:00 Uhr wiederholt. Die Sendung dauert 30 Minuten und beinhaltet mehrere Schwerpunktthemen. 

## Studio und Technik

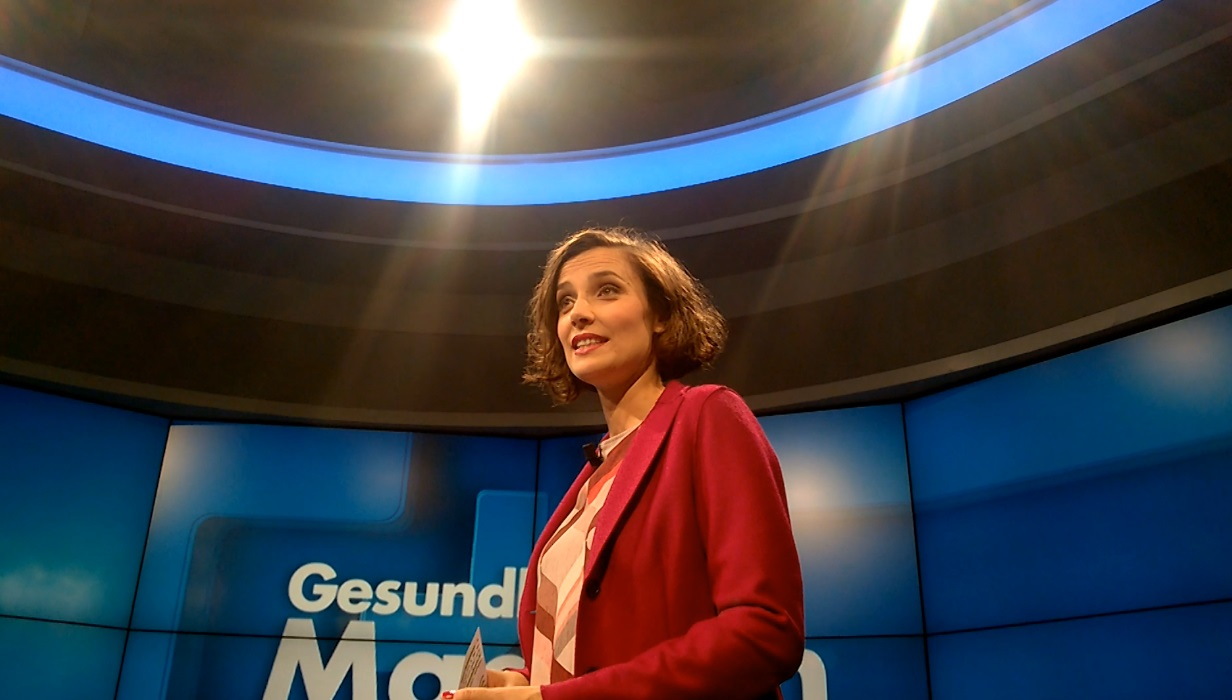
Moderatorin Gertrud Prenn

Das Studio des Gesundheitsmagazins befindet sich im Hauptsitz der Rai Südtirol am Mazziniplatz in Bozen. Moderiert wird vor einer Videowand aus zwölf 42-Zoll-Monitoren, die über die interne Regie mit Animationen und Grafiken bespielt werden. Die CI des Magazins stammt vom Animationsstudio bluesilver. Sendegrafiken und Animationen werden von Rai Südtirol für jede Sendung individuell produziert.

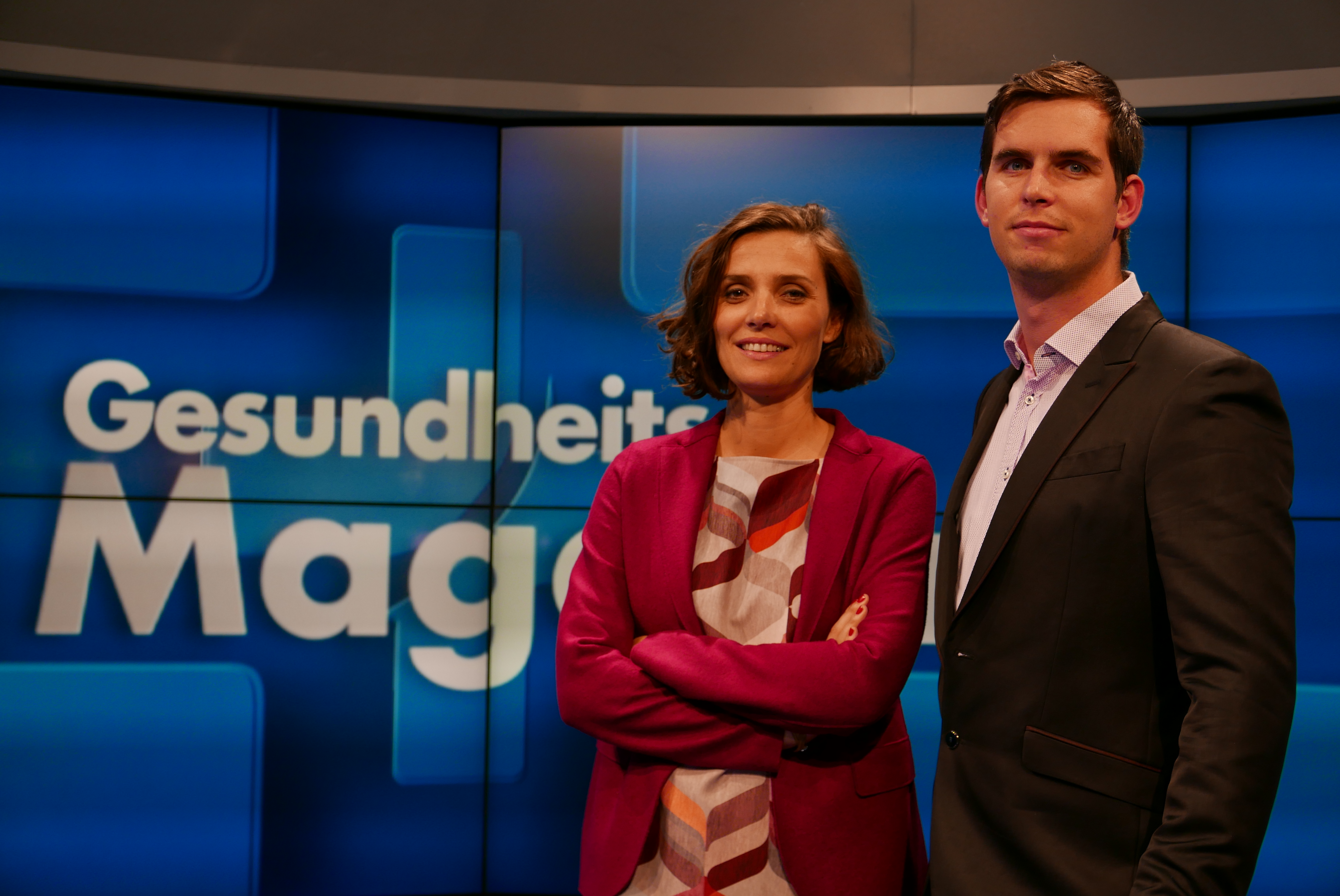
Das Gesundheitsmagazin auf Rai Südtirol (Gertrud Prenn, Florian Mahlknecht)

Die Beiträge der Sendung werden auf XDCAM HD 422 50i aufgezeichnet. 

## Moderation
Von 2014 bis 2017 wurde das Magazin von Gertrud Prenn und Florian Mahlknecht moderiert. Seit 2017 steht Gertrud Prenn als alleinige Moderatorin der Sendung vor der Kamera.